# Charray
Charray ist eine Ortschaft und eine ehemalige französische Gemeinde mit 104 Einwohnern (Stand: 1. Januar 2019) im Département Eure-et-Loir in der Region Centre-Val de Loire. Sie gehörte zum Kanton Brou im Arrondissement Châteaudun. 
Charray wurde mit Wirkung vom 1. Januar 2017 mit den früheren Gemeinden Autheuil, Cloyes-sur-le-Loir, Douy, La Ferté-Villeneuil, Le Mée, Montigny-le-Gannelon, Romilly-sur-Aigre und Saint-Hilaire-sur-Yerre zur Commune nouvelle Cloyes-les-Trois-Rivières zusammengeschlossen und hat in der neuen Gemeinde den Status einer Commune déléguée. 
Nachbarorte sind Romilly-sur-Aigre im Nordwesten, Autheuil und Thiville im Norden, Le Mée im Nordosten, Verdes im Osten, Ouzouer-le-Doyen im Süden und Brévainville im Südwesten.

## Bevölkerungsentwicklung
| Jahr      | 1962 | 1968 | 1975 | 1982 | 1990 | 1999 | 2008 | 2015 |
| --------- | ---- | ---- | ---- | ---- | ---- | ---- | ---- | ---- |
| Einwohner | 200  | 170  | 155  | 148  | 127  | 122  | 102  | 108  |